# Psiloderces heise
Psiloderces heise es una especie de araña araneomorfa del género Psiloderces, familia Psilodercidae. Fue descrita científicamente por Li & Chang en 2020.
Habita en Luzón, Filipinas. El holotipo masculino mide 1,46 mm y el paratipo femenino 1,40 mm.